# Novotel

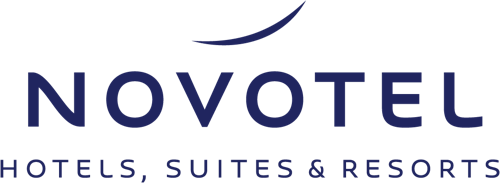
Logo der Hotelkette

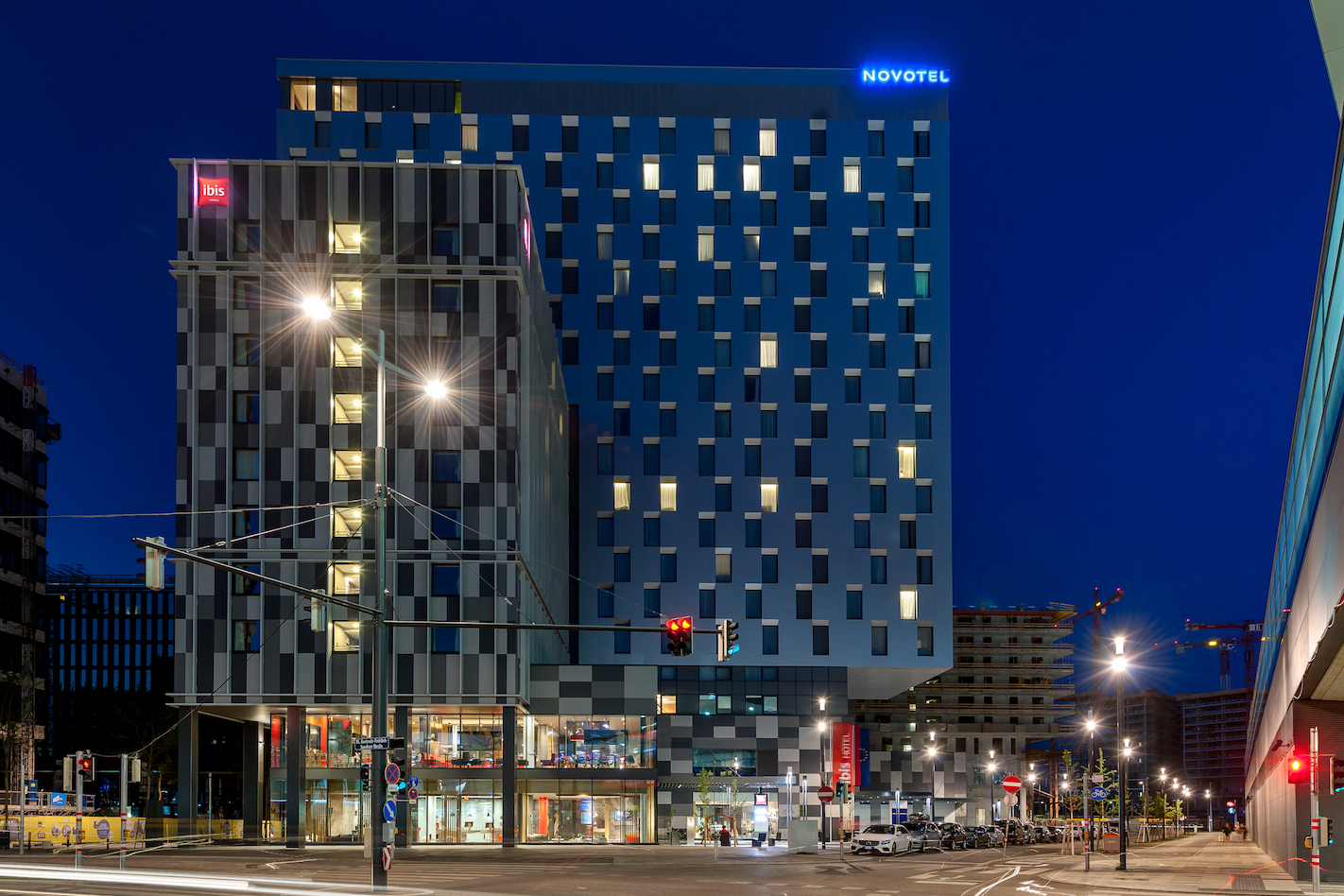
Novotel und Ibis am Hauptbahnhof von Wien (2017)

Novotel ist eine international tätige Hotelkette. Sie wurde 1967 gegründet und bildet den Ursprung des französischen Konzerns Accor. Die Novotel-Hotels zählen zur gehobenen Mittelklasse und haben meist drei oder vier Sterne.

## Geschichte
1967 gründeten Paul Dubrule und Gerard Pélisson ein Unternehmen für den Betrieb von Hotels. Das erste Haus eröffnete im selben Jahr am Flughafen Lille unter der Marke „Novotel“. Bei der Konzeption ließen sich die Gründer von US-amerikanischen Hotels leiten, die in Vorstädten oder an größeren Autobahnen angesiedelt waren. Zu diesem Zeitpunkt wurde die französische Hotellerie von Budget- und Luxus-Häusern bestimmt, ein Angebot im mittleren Preisbereich war noch kaum verfügbar. Novotel konnte sich erfolgreich im Markt etablieren, in den ersten fünf Jahren wurden 23 Häuser eröffnet. Mit Novotel, Mercure und Ibis stieg Accor bis Ende der 1970er Jahre zum Marktführer in Europa auf.
Novotel expandierte in den 1980er Jahren nicht nur in Frankreich, sondern auch darüber hinaus, unter anderem in Deutschland. Schrittweise wandelte sich das Konzept der Kette: Während man zuvor verkehrsgünstig gelegene Standorte bevorzugte, eröffnete Novotel in den 1980er Jahren zunehmend Häuser in Stadtzentren. Tagungen gewannen an Bedeutung für das Geschäft, außerdem wurde die Ausstattung der Häuser aufgewertet. Die Veränderungen führten dazu, dass Geschäftsreisende den größten Teil der Gäste stellten. Nach dem Mauerfall weitete Accor sein Geschäft auf die neuen Bundesländer und andere osteuropäische Staaten aus. Dies betraf auch die Expansion von Novotel.
Anfang der 1990er Jahre zählte Novotel weltweit rund 37.000 Zimmer in 267 Hotels. Man konzentrierte sich vor allem auf den Neubau von Hotels, um einen europaweit einheitlichen Standard sicherzustellen. Als eine der ersten Hotelketten schaffte Novotel Messepreise ab. 1993 führte man ein neues Corporate Design ein und forcierte die Print- und TV-Werbung, um die Marke noch stärker in den Kernmärkten zu verankern. Zusätzlich fuhr Novotel die zentrale Steuerung seiner Hotels zurück, sodass die einzelnen Häuser unabhängiger agieren konnten. 1997 startete Novotel abermals eine umfassende Modernisierung seiner deutschen und österreichischen Standorte.
Im Jahr 2000 eröffnete Novotel das erste reine Business-Hotel in Singapur. Parallel richtete sich die Kette wieder stärker auf Touristen aus, etwa durch spezielle Wochenendtarife. 2002 beteiligte sich Accor an Dorint, wodurch einige Häuser den Namen „Dorint Novotel“ erhielten. Nach der Trennung beider Unternehmen im Jahr 2007 wurde dieser wieder gestrichen. Im selben Jahr leitete die Hotelkette mit Eröffnung des Novotel am Flughafen München eine weitere Phase der Expansion ein. Seit 2010 gehören auch Hotels, die ausschließlich Suiten anbieten, zu Novotel. Zunächst unter der Marke „Suitehotel“, firmierte die Kette dann als „Suite Novotel“ und tritt heute als „Novotel Suites“ auf.
Seit einigen Jahren spielt die Digitalisierung auch bei Novotel eine wichtige Rolle: In Kooperation mit Microsoft entwickelte man ein Hotelzimmer der Zukunft, das etwa die Steuerung von Musik oder den Abruf von Nachrichten über Gesten ermöglicht. Außerdem sind die öffentlichen Bereiche beispielsweise mit einem Surface-Tisch und einer Xbox 360 ausgestattet. Die Hotelkette führte ein modulares Reservierungssystem ein, über das Gäste einen späten Check-out und andere individuelle Leistungen online buchen können.

## Konzept
Novotel verfügt über rund 554 Hotels in 65 Ländern. Sie werden sowohl selbst als auch von Franchisenehmern betrieben. Der regionale Schwerpunkt befindet sich traditionell in Europa, wenngleich Novotel auf allen Kontinenten präsent ist. Die Ausstattung der Hotels entspricht der gehobenen Mittelklasse. Novotel richtet sich sowohl an Geschäftsreisende als auch an Familien mit Kindern. Das Flaggschiff der Kette eröffnete Mitte 2017 im Canary Wharf in London. Im Rahmen des Nachhaltigkeitsprogramms „Planet 21“ wurde es beispielsweise mit einem Kräutergarten und einen Bienenstock ausgestattet.
Zum sozialen Engagement von Novotel zählt unter anderem das Sponsoring des luxemburgischen Volleyballwettbewerbs „Novotel Cup“.